# Streptomyces cocklensis
Streptomyces cocklensisはイギリスのノーサンバーランドにあるCockle Park Experimental Farmの土壌から分離されたストレプトマイセス属の細菌の一種である。 Streptomyces cocklensisはジオキサマイシンを産生する。

## 関連記事
- en:List of Streptomyces species